# Тереза из Лизьё
Тере́за из Лизьё (фр. Thérèse de Lisieux, в католической традиции также Святая Тереза Младенца Иисуса и Святого Лика, фр. Sainte Thérèse de l’Enfant Jésus et de la Sainte Face, Святая Тереза Малая, в миру Мария-Франсуаза-Тереза Марте́н, фр. Marie-Françoise-Thérèse Martin; 2 января 1873[…], Алансон — 30 сентября 1897[…], Лизьё) — кармелитская монахиня, католическая святая, одна из четырёх женщин, удостоенных титула Учитель Церкви.
День памяти в Католической церкви — 1 октября.

## Биография

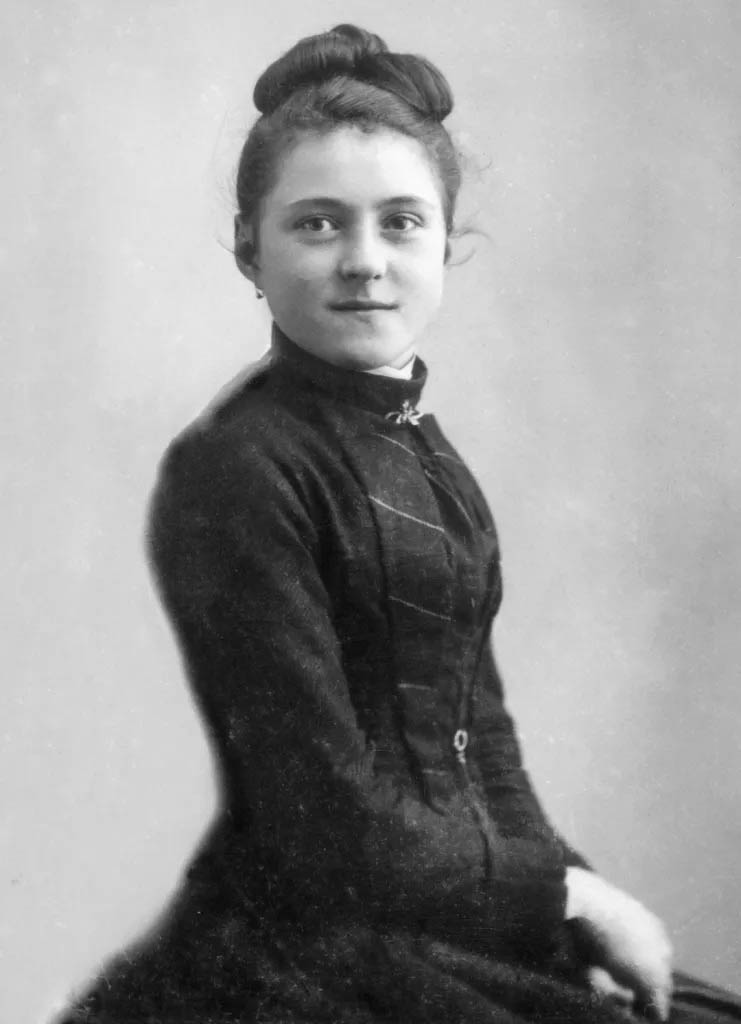
Тереза в пятнадцать лет

Тереза родилась в 1873 году, в Алансоне, в семье часовщика Луи Мартена и его жены Мари-Зели Мартен. Семья была очень религиозная, и с детства Тереза и её четыре сестры (которые также стали монахинями) впитали в себя искреннюю веру родителей.
Когда Терезе было четыре года, её мать умерла от рака. Семья переехала в Лизьё.
В возрасте девяти лет Тереза тяжело заболела и находилась на грани смерти. После неожиданного выздоровления девочка окончательно решила посвятить свою жизнь служению Богу и Церкви в кармелитском монастыре.
В 1889 году, в возрасте 15 лет Тереза сделала первую попытку поступить в монастырь, однако епископ отказался дать своё согласие, ссылаясь на юный возраст. Не помогла и поездка в Рим, на аудиенцию к папе Льву XIII. Вскоре, однако, епископ, убедившись, что желание Терезы не минутная прихоть, изменил своё решение, и Тереза смогла реализовать свою мечту — стать кармелиткой.
Через 7 лет после поступления в монастырь у Терезы начал развиваться туберкулёз. 30 сентября 1897 года Тереза скончалась, оставаясь никому не известной монахиней из удалённого монастыря. Последние годы жизни она посвятила автобиографической книге, где описывала свою жизнь и размышляла над богословскими вопросами.

## После смерти

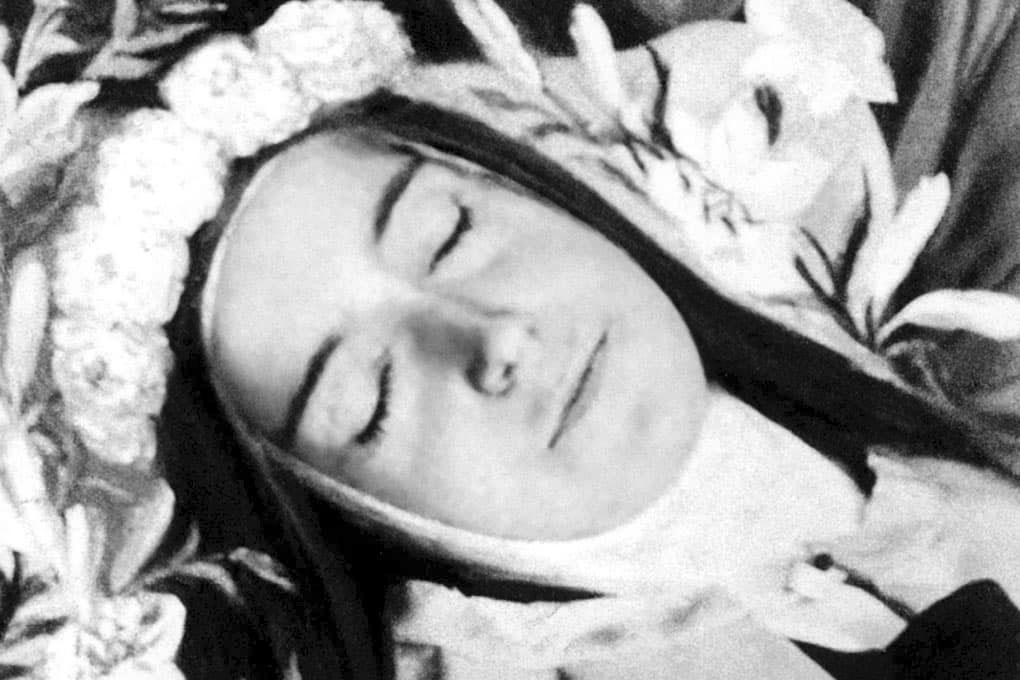
Посмертная фотография Терезы

Через год после смерти Терезы настоятельница монастыря выпускает автобиографический труд Терезы под называнием «История одной души» тиражом всего 2 000 экземпляров. Однако, неожиданно для всех, книга имела потрясающий успех — тиражи следовали один за другим, епископы и ведущие богословы Франции выражали своё восхищение наряду с простыми читателями.
В начале XX века «История одной души» была переведена на все ведущие европейские языки.
В 1907 году Папа Пий X впервые выразил желание, чтобы Тереза была прославлена. На одной частной аудиенции он, предвосхищая будущее, называет её «величайшей святой нашего времени».
Св. Тереза из Лизьё была беатифицирована 29 апреля 1923 года и канонизирована 17 мая 1925 года папой Пием XI.
В 1929 году, учитывая всё возрастающие масштабы паломничества на могилу святой, в Лизьё была построена великолепная базилика святой Терезы.
Автором книги о Терезе из Лизьё («Маленькая Тереза») был русский писатель и христианский мистик Дмитрий Мережковский; он и его жена Зинаида Гиппиус относились к её личности и сочинениям с большим почтением.
В 1997 году папа Иоанн Павел II провозгласил Терезу Малую Учителем Церкви.

## «Малый путь»
Главное понятие в размышлениях святой Терезы — «Малый путь». Так она называет путь достижения святости, не подразумевающий совершения героических действий или подвигов во имя веры.
Она писала: «Любовь можно доказать поступками; а как я должна проявлять свою любовь? Я не могу совершить великих деяний. Единственный способ доказать мою любовь — это разбрасывать цветы, и эти цветы будут маленькими пожертвованиями, как и каждый мой взгляд, слово и все мои внешне непримечательные поступки, которые я буду совершать ради любви».
Часто «Малый путь» Терезы упрекают в излишней сентиментальности и ребяческой духовности, на что сторонники Терезы указывают, что она стремилась развить подход к духовной жизни, которая была бы понятной и поддающейся воспроизведению всеми, кто хочет ей следовать, независимо от их уровня образования.